# Jože Novak
Jože Novak, slovenski politik in krajinski arhitekt, * 22. september 1957, Ljubljana.
Je aktualni minister za naravne vire in prostor.

## Izobrazba
Novak je po izobrazbi univerzitetni diplomirani inženir krajinske arhitekture. Diplomiral je na Oddelku za agronomijo na ljubljanski Biotehniški fakulteti, z nalogo Razpotja in smeri razvoja v sistemu urejanja prostora.

## Kariera
Med leti 1981 in 1982 je bil zaposlen na občini Grosuplje, kot referent za lokalne in gradbene zadeve na Oddelku za urbanizem. Od 1986 do 1989 je predsedoval komiteju za varstvo okolja in urejanje prostora na občini Grosuplje. V času med letoma 1990 do 1992 je bil direktor projektivnega biroja v Gradbenem podjetju Grosuplje, od 1992 do septembra 2001 pa direktor Urada RS za prostorsko planiranje. Bil je tudi predsednik uprave Imos Holding d. d. ter direktor Stanovanjskega sklada Republike Slovenije.
Je član Društva krajinskih arhitektov Slovenije.

### Politika
Prvič je postal državni sekretar v času vlade Toneta Ropa v kabinetu takratnega ministra Janeza Kopača. 10. oktobra 2023 je bil imenovan za sekretarja na Ministrstvu za naravne in vire in prostor, ki ga je kot vršilka dolžnosti po odstopu Uroša Brežana začasno vodila Alenka Bratušek.
1. decembra 2023 ga je predsednik vlade Robert Golob predlagal za novega ministra za naravne vire in prostor. Minister je dobil podporo na matičnem odboru, 7. decembra 2023 pa prisegel v Državnem zboru.